# Ancyluris pulchra
Ancyluris pulchra är en fjärilsart som beskrevs av William Chapman Hewitson 1870. Ancyluris pulchra ingår i släktet Ancyluris och familjen Riodinidae. Inga underarter finns listade i Catalogue of Life.